# Antigua iglesia de Skagen

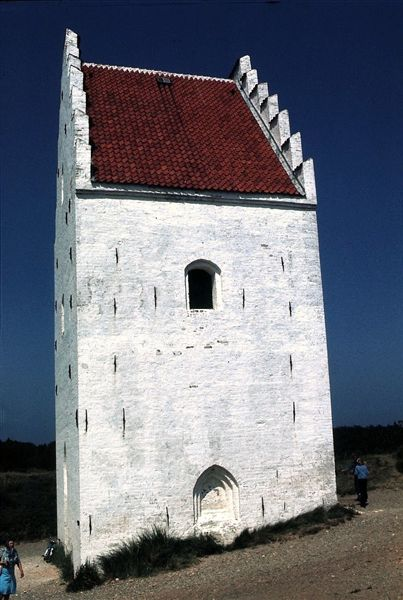
La antigua iglesia de Skagen o Iglesia cubierta de arena, esta dedicada a San Lorenzo, en dinamarqués Sct. Laurentii Kirke

La antigua iglesia de Skagen (también denominada La iglesia cubierta de arena) es una iglesia del siglo XIV dedicada a San Lorenzo de Roma. Era una iglesia de ladrillos de tamaño considerable, ubicada a 2 km al suroeste de la localidad de Skagen, Dinamarca.
Durante la última mitad del siglo XVIII la iglesia fue parcialmente sepultada por las dunas; la congregación debió excavar para llegar a la puerta cada vez que había misa. La lucha por tratar de mantener a la iglesia libre de arena se prolongó hasta 1795, cuando fue abandonada. La iglesia fue demolida, quedando en pie solo la torre con gablete escalonado.

## Arquitectura
La iglesia es uno de los edificios más antiguos de Skagen. Fue construida en estilo gótico ladrillero entre 1355 y 1387. La iglesia tenía una larga nave abovedada, con contrafuertes exteriores, y una torre con gablete escalonado, agregada hacia 1475. La sacristía se encontraba sobre el lado norte, el porche daba al sur, y la torre se encontraba sobre el lateral oeste de la nave. La iglesia medía 45 m de largo incluida la torre, que mide poco más de 22 m de alto. El cuerpo principal de la iglesia fue construido con ladrillos rojos y techo de plomo, y la torre fue construida con ladrillos amarillos formando un diseño, el cual fue pintado de blanco en 1816. Los ladrillos fueron importados desde Holanda y Alemania, en especial de Lübeck. En la actualidad sobresalen de la duna y permanecen visibles unos 18 m de la torre.

## Historia

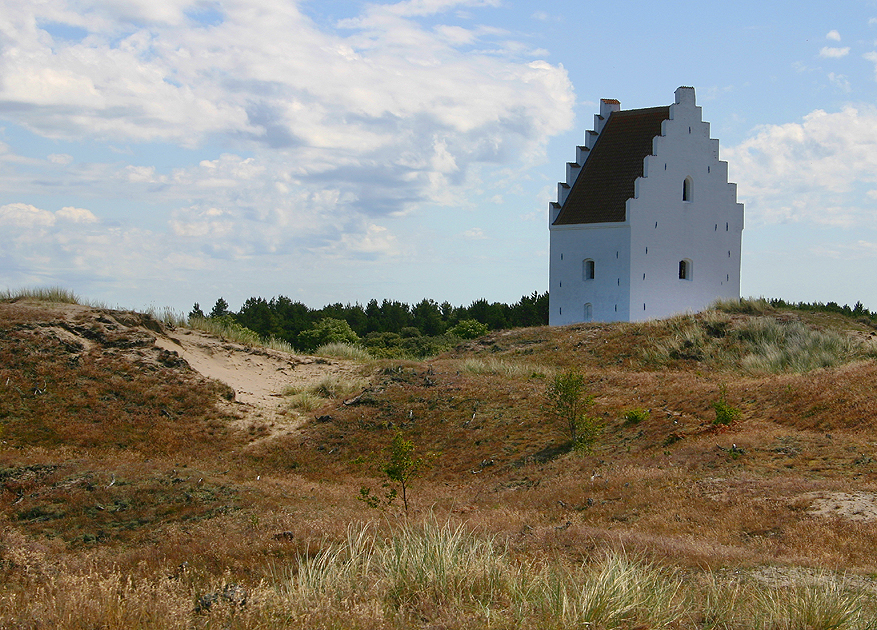
En el medioevo la antigua iglesia de Skagen fue la iglesia más grande de la región de Vendsyssel. En la actualidad solo se conserva la torre de la iglesia, que se eleva por sobre las dunas.

La iglesia es mencionada por primera vez en relación con un barco de la liga Hanseática que encalla en Skagen el 31 de marzo de 1387. El primer día se recuperaron 861 piezas de tela y fueron llevadas a la iglesia más cercana. Al día siguiente el sacerdote, Mr. Bernhard, lleva otros siete bultos con tela a la iglesia de Skagen. La reina Margarita I de Dinamarca recibe 400 piezas de tela, y en 1394 paga 320 nobles a guisa de restitución si bien los comerciantes declaran que el valor de las telas es 2,750 nobles. El sacerdote guardó siete bultos de telas pero juró “por su dignidad como sacerdote informar al rey y la reina cuantas piezas de tela contienen”.
La iglesia era propiedad de la Corona danesa hasta 1459, cuando su propiedad fue transferida al Hospital del Espíritu Santo, Aalborg.
La arena comenzó a desplazarse desde Råbjerg Mile hacia el 1600, cuando la zona que rodeaba a la iglesia fue afectada por la desertificación que destruyó los campos; sepultó la villa vecina (cerca de Skagen) y llegó a la iglesia a finales del siglo XVIII. Esta cobertura de arena del suelo ocurrió en muchas zonas costeras alrededor del Mar del Norte entre 1400 y 1800, afectando a Escocia, Dinamarca, y Holanda; en la década de 1690 dos eventos de estas características ocurren en Escocia, y la desertificación de la zona de Skagen tuvo lugar durante dos siglos. Con motivo del Gran día de plegarias (festividad religiosa dinamarquesa celebrada el cuarto viernes después de Pascua) en 1775, la puerta de la iglesia debió ser despejada de arena por la congregación para poder ingresar a la iglesia, y durante los siguientes 20 años, los habitantes de Skagener lucharon para mantener a la iglesia libre de arena, sin que se les permitiera cerrarla. Las decoraciones internas fueron quitadas fueron vendidos. En 1795 la iglesia fue cerrada por decreto real y el edificio principal de la iglesia fue demolido. El cáliz, los candelabros, y una campana fueron utilizados en la nueva iglesia de Skagen construida por C. F. Hansen en 1841.
Según información existente el último funeral realizado en el camposanto se realizó en 1801 o en 1810. A finales del siglo XIX el Museo Nacional de Dinamarca, que es el propietario del sitio en la actualidad, llevó a cabo una pequeña excavación cerca de la torre. El sitio de la nave nunca fue excavado. Se cree que el piso, el altar, la pila bautismal se encuentran aún enterrados bajo la arena. Todo lo que queda visible de la antigua iglesia y de la villa ahora sepultada por la arena es la torre blanqueada de la iglesia, la cual se ha mantenido como un hito de ayuda a la navegación.
La torre ha sido un edificio histórico reconocido desde antes de 1937, y es una iglesia dinamarquesa muy conocida. Su torre llamó la atención de Hans Christian Andersen, quien usó la iglesia como escenario para su "En Historie fra Klitterne".